# 假日湖 (愛荷華州)
假日湖（英語：Holiday Lake）是位於美國愛荷華州保厄希克縣的一個人口普查指定地區。

## 人口
根據2010年美國人口普查的數據，假日湖的面積為4.41平方千米，當中陸地面積為4.00平方千米，而水域面積為0.41平方千米。當地共有人口433人，而人口密度為每平方千米98.19人。